# 雪松街道
雪松街道，是中华人民共和国河南省驻马店市驿城区下辖的一个乡镇级行政单位。

## 行政区划
雪松街道下辖以下地区：
西刘庄社区、十三香社区、纱厂社区、雪松社区、乐北社区和地矿院社区。